# Joan Clavell i Corominas
Joan Clavell i Corominas (Sabadell, 31 de maig de 1913 - 1969) fou un mestre sabadellenc.
El 1940, per iniciativa pròpia, Joan Clavell va obrir una escola de primària al barri del Poblenou, on hi anaven els infants de les masies i els ravals de la rodalia. Iniciada en condicions molt precàries, amb l'ajuda de la família, aconseguí un nou local per establir-hi l'escola, fins que l'Ajuntament se'n va fer càrrec. El record de Joan Clavell perdurà durant molts anys entre els exalumnes i els veïns del barri.
El 25 d'octubre de 1989 Sabadell li dedicà un carrer al barri del Poblenou de la Salut.